# Сан Джовани дел Досо
Сан Джова̀ни дел До̀со (на италиански: San Giovanni del Dosso, на местен диалект: San Giuàn dal Dos, Сан Джуан дал Дос) е село и община в Северна Италия, провинция Мантуа, регион Ломбардия. Разположено е на 13 m надморска височина. Населението на общината е 1389 души (към 2014 г.).